# Jeff Zucker
Jeffrey Adam Zucker (Homestead, 9 aprile 1965) è un imprenditore statunitense, presidente della CNN Worldwide dal gennaio 2013 al febbraio 2022. Ha supervisionato CNN, CNN International, HLN, e CNN Digital. In precedenza è stato CEO di NBCUniversal.

## Biografia
Zucker è nato nel 1965 in una famiglia ebrea a Homestead, Florida, vicino a Miami.  Suo padre, Matthew Zucker, era un cardiologo e sua madre, Arline, un'insegnante di scuola.
Era un capitano della squadra di tennis della North Miami Senior High School, responsabile del giornale della scuola e un giornalista freelance adolescente ("stringer") per The Miami Herald.  Si è diplomato alla North Miami Senior High School nel 1982.  Prima del college, ha preso parte al programma di giornalismo del National High School Institute della Northwestern University. Zucker è andato all'Università di Harvard ed è stato presidente del giornale della scuola, The Harvard Crimson, durante il suo ultimo anno. In quanto tale, ha incoraggiato la rivalità decennale del Crimson con l'Harvard Lampoon, allora guidata dal futuro dipendente della NBC Conan O'Brien, culminata con l'arresto sia di Zucker sia di O'Brien.  Zucker si è laureato ad Harvard nel 1986 in Storia americana.

## Carriera presso NBC e NBCUniversal
Iniziò a lavorare alla NBC accettando uno stage alle Olimpiadi estive del 1988. 

### Produttore di Today Show
Nel 1989, è stato produttore sul campo per Today e a 26 anni ne è diventato produttore esecutivo nel 1992. Ha introdotto la serie di concerti rock all'aperto, marchio di fabbrica del programma, ed è stato responsabile quando Today si è trasferito allo Studio "Finestra sul mondo" 1A al Rockefeller Plaza nel 1994. È accreditato di aver gestito lo spettacolo durante i suoi anni di maggior successo e di averlo lanciato nei suoi 16 anni di dominio degli ascolti. 

### Presidente della NBC Entertainment
Nel 2000 è stato nominato presidente della NBC Entertainment. Un profilo di BusinessWeek del 2004 affermava che "durante quel periodo ha supervisionato l'intero programma di intrattenimento della NBC. Ha mantenuto la rete in testa al gruppo mandando in onda lo spettacolo disgustoso Fear Factor, negoziando per il cast della serie di successo Friends per prendere la serie fino alla decima stagione, e ha ingaggiato Donald Trump per il reality show The Apprentice. A lui viene attribuita l'idea di estendere gli episodi di Friends di 10 minuti e ha convinto il cast a prolungare i loro contratti di due anni. L'era di Friends è stata una delle più redditizie per la NBC. L'era Zucker ha prodotto un'impennata negli utili operativi per la NBC, da $ 532 milioni l'anno in cui è subentrato a $ 870 milioni nel 2003." 
Zucker ha introdotto Las Vegas , Law & Order: Criminal Intent e Scrubs. Ha avuto l'idea di mandare in onda episodi "Supersized" (più lunghi dello slot standard di 30 minuti) delle commedie della NBC e di programmare in modo aggressivo nei mesi estivi quando le reti via cavo hanno iniziato ad attirare gli spettatori con la programmazione originale dalla lista estiva piena di repliche della rete. Bravo ha cambiato la sua direzione di programmazione verso la televisione di realtà, mentre la rete spagnola di nuova acquisizione Telemundo si è posizionata per essere più competitiva con la rete leader Univision.

### Dimissioni da CNN e WarnerMedia
Il 2 febbraio 2022 Zucker si è dimesso dalla CNN. Nella sua lettera di dimissioni, Zucker ha riconosciuto di non aver rivelato, quando è iniziata, una relazione consensuale che aveva con il vicepresidente esecutivo e direttore marketing della CNN, Allison Gollust. La relazione è stata resa pubblica all'inizio di gennaio 2022 durante l'indagine della rete su Chris Cuomo. Dopo le sue dimissioni dalla CNN, Zucker si è anche dimesso dalla sua posizione di capo di WarnerMedia News & Sports.

## Vita privata
Nel 1996, Zucker ha sposato Caryn Stephanie Nathanson, allora supervisore di Saturday Night Live, con la quale ha quattro figli; i due hanno divorziato nel 2017.   Gli è stato diagnosticato all'età di 31 e 34 anni un cancro al colon: Zucker ha subito due volte, con successo, un intervento chirurgico e una chemioterapia dopo il primo intervento. Nel luglio 2018, Zucker ha preso un congedo di sei settimane dalla CNN per riprendersi da un intervento chirurgico al cuore.